# Odontognophos faroulti
Odontognophos faroulti là một loài bướm đêm trong họ Geometridae.